# SERTAD1
SERTAD1 (англ. SERTA domain containing 1) – білок, який кодується однойменним геном, розташованим у людей на короткому плечі 19-ї хромосоми. Довжина поліпептидного ланцюга білка становить 236 амінокислот, а молекулярна маса — 24 704.
| 10         |  | 20         |  | 30         |  | 40         |  | 50         |
| ---------- |  | ---------- |  | ---------- |  | ---------- |  | ---------- |
| MLSKGLKRKR |  | EEEEEKEPLA |  | VDSWWLDPGH |  | TAVAQAPPAV |  | ASSSLFDLSV |
| LKLHHSLQQS |  | EPDLRHLVLV |  | VNTLRRIQAS |  | MAPAAALPPV |  | PSPPAAPSVA |
| DNLLASSDAA |  | LSASMASLLE |  | DLSHIEGLSQ |  | APQPLADEGP |  | PGRSIGGAAP |
| SLGALDLLGP |  | ATGCLLDDGL |  | EGLFEDIDTS |  | MYDNELWAPA |  | SEGLKPGPED |
| GPGKEEAPEL |  | DEAELDYLMD |  | VLVGTQALER |  | PPGPGR     |  |            |

A: Аланін

C: Цистеїн

D: Аспарагінова кислота

E: Глутамінова кислота

F: Фенілаланін

G: Гліцин

H: Гістидин

I: Ізолейцин

K: Лізин

L: Лейцин

M: Метіонін

N: Аспарагін

P: Пролін

Q: Глутамін

R: Аргінін

S: Серин

T: Треонін

V: Валін

W: Триптофан

Задіяний у таких біологічних процесах, як транскрипція, регуляція транскрипції. 